# Zamal (Albany)
Pour les articles homonymes, voir Zamal.
Zamal est un recueil de poèmes du poète français Jean Albany publié en 1951 en français. Le premier recueil de l'auteur, il est considéré par les critiques comme l'œuvre fondatrice de la poésie réunionnaise contemporaine. Son titre fait référence au cannabis tel qu'on l'appelle dans le créole réunionnais et le français régional.

## Annexe